# كوثبيرت مالاجيلا
كوثبيرت مالاجيلا (بالإنجليزية: Cuthbert Malajila)‏ (مواليد زيمبابوي) لاعب كرة قدم زيمبابوي دولي يجيد اللعب في خط الهجوم . يلعب لصالح نادي نادي الأخضر الليبي .

## روابط خارجية
- كوثبيرت مالاجيلا على موقع الاتحاد الدولي (مؤرشف)  (الإنجليزية)
- كوثبيرت مالاجيلا على موقع قاعدة بيانات كرة القدم.إي يو (الإنجليزية)
- كوثبيرت مالاجيلا على موقع ناشيونال فوتبول تيمز (الإنجليزية)
- كوثبيرت مالاجيلا على موقع Soccerway.com (الإنجليزية)
- كوثبيرت مالاجيلا على موقع كووورة